# کلیسای سارگیس مقدس (بجنی)
کلیسای سارگیس مقدس (ارمنی: Սուրբ Սարգիս եկեղեցի؛ انگلیسی: St. Sarkis) یک کلیسا متعلق به کلیسای حواری ارمنی واقع در شهر بجنی، استان کوتایک ارمنستان می‌باشد. ساخت و ساز این ساختمان در سده ۷ام میلادی (بازسازی ۱۹۷۰)؛ به پایان رسید. این بنا به سبک معماری ارمنی طراحی شده است.

## نگارخانه

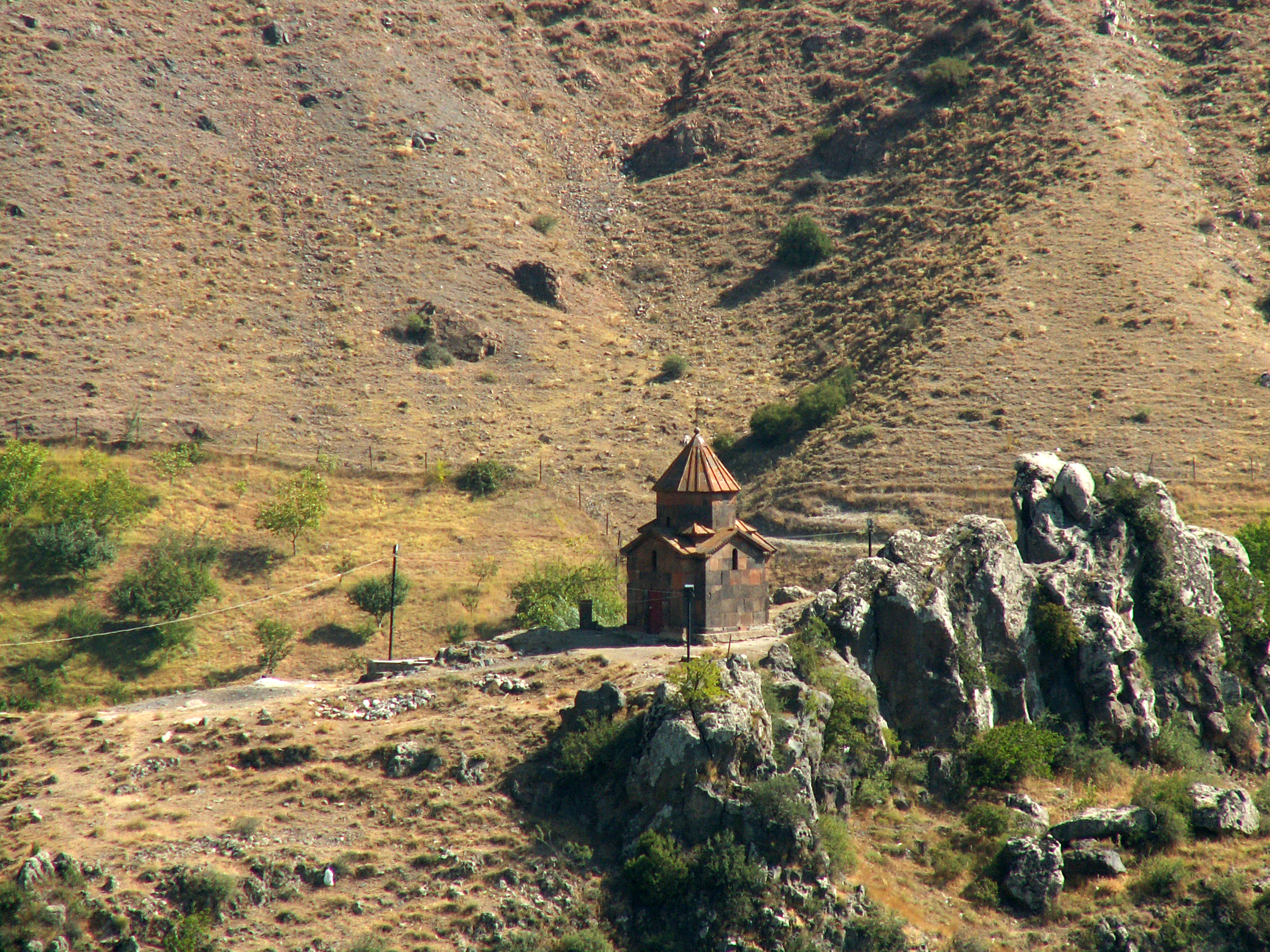
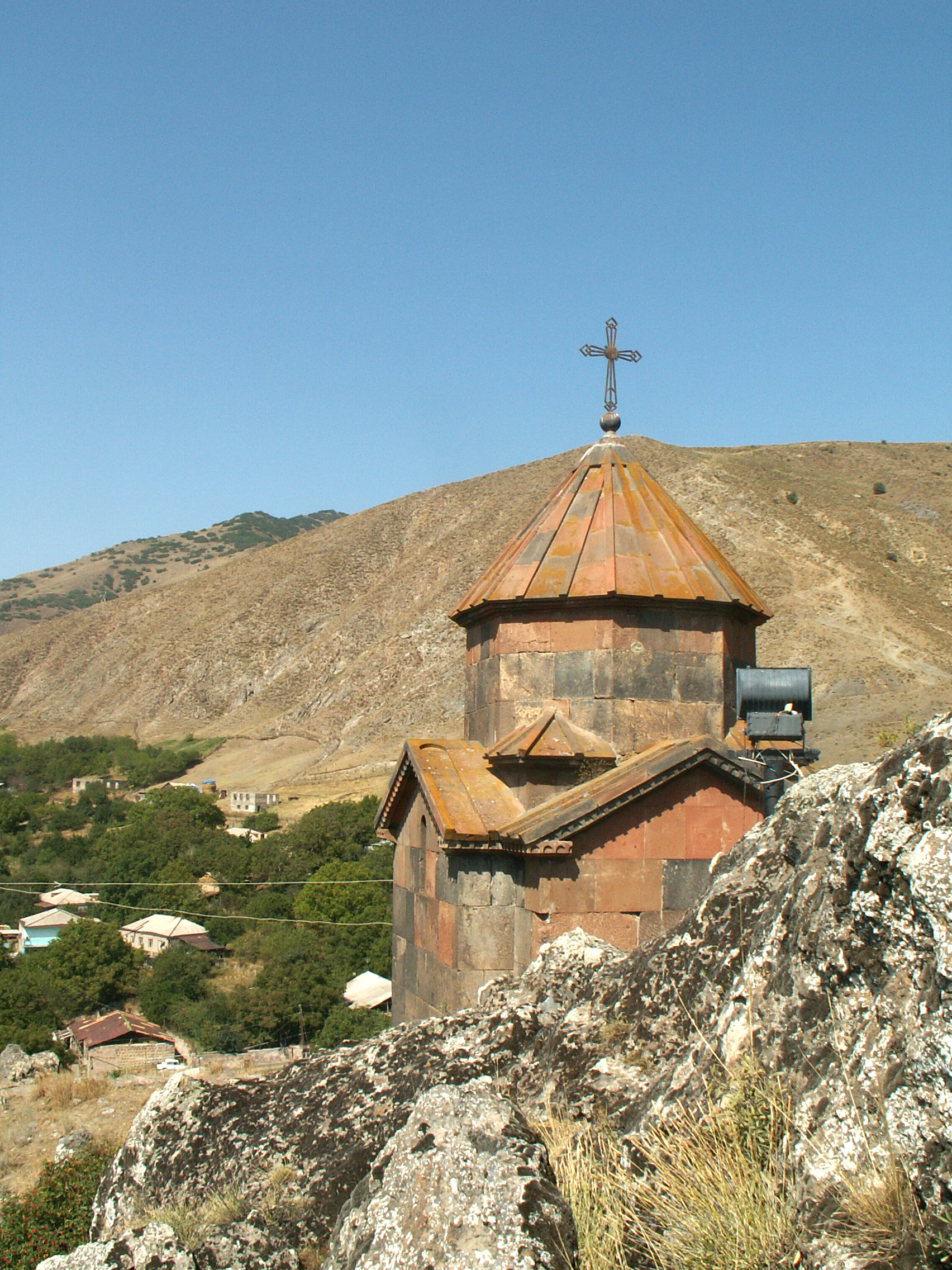
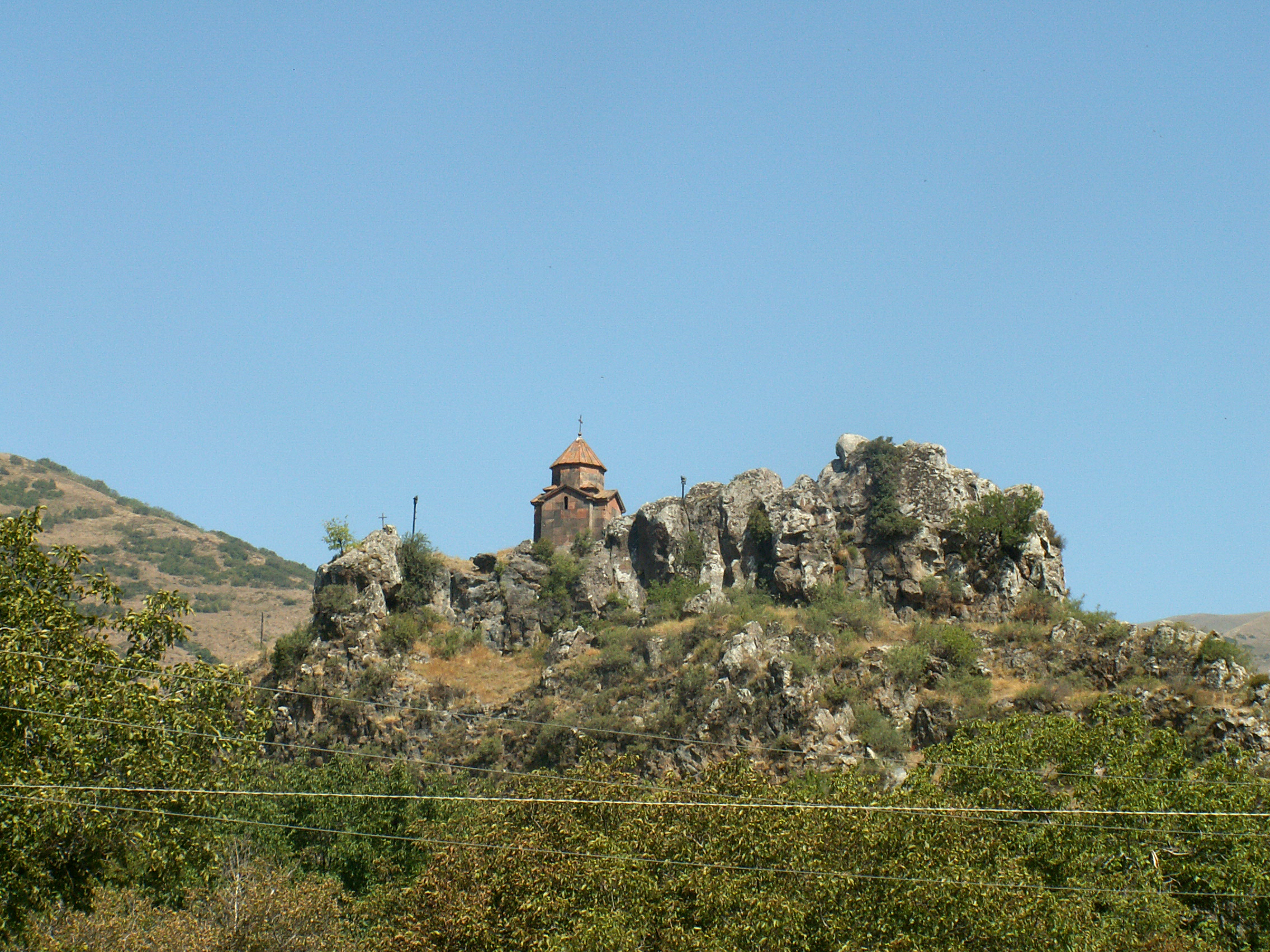
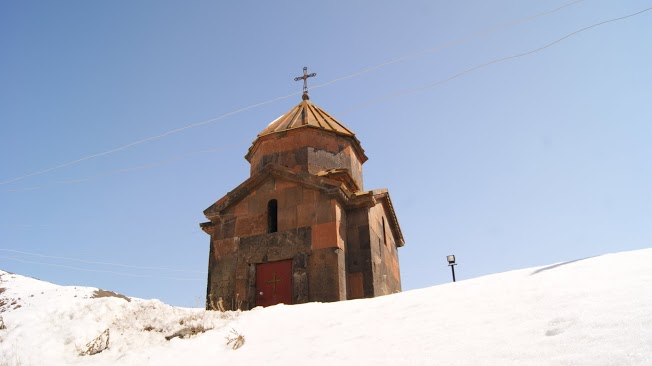
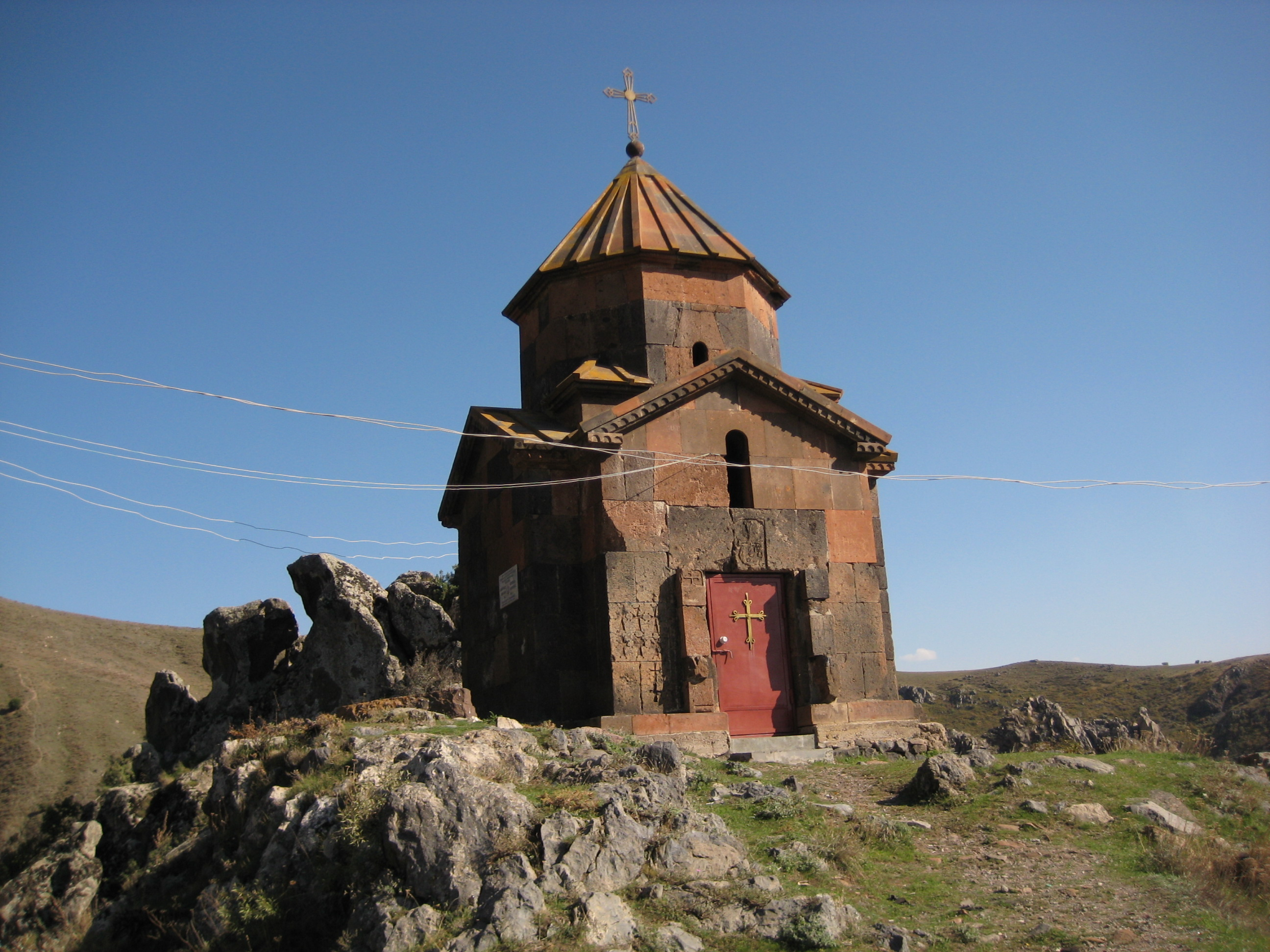
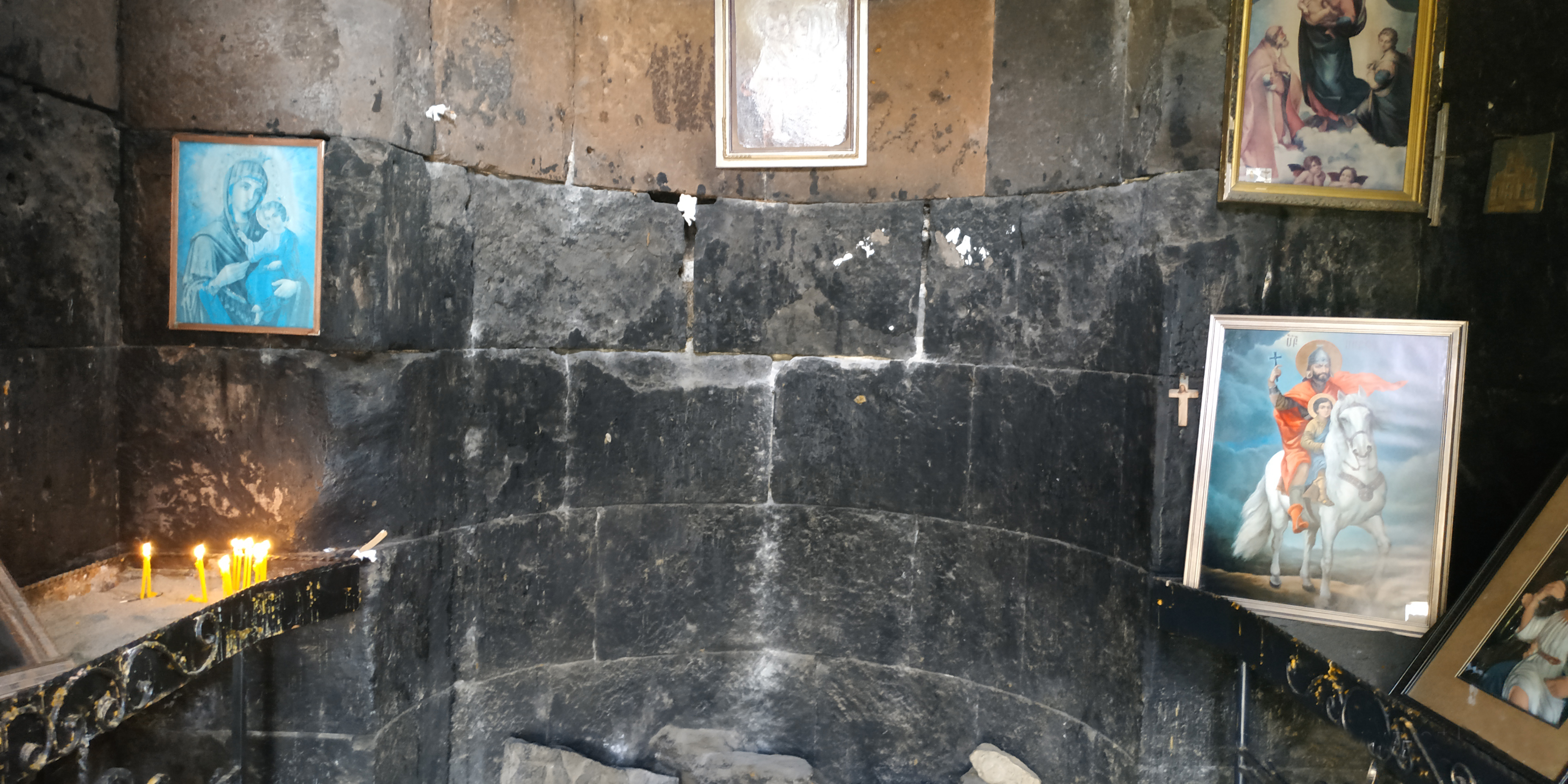
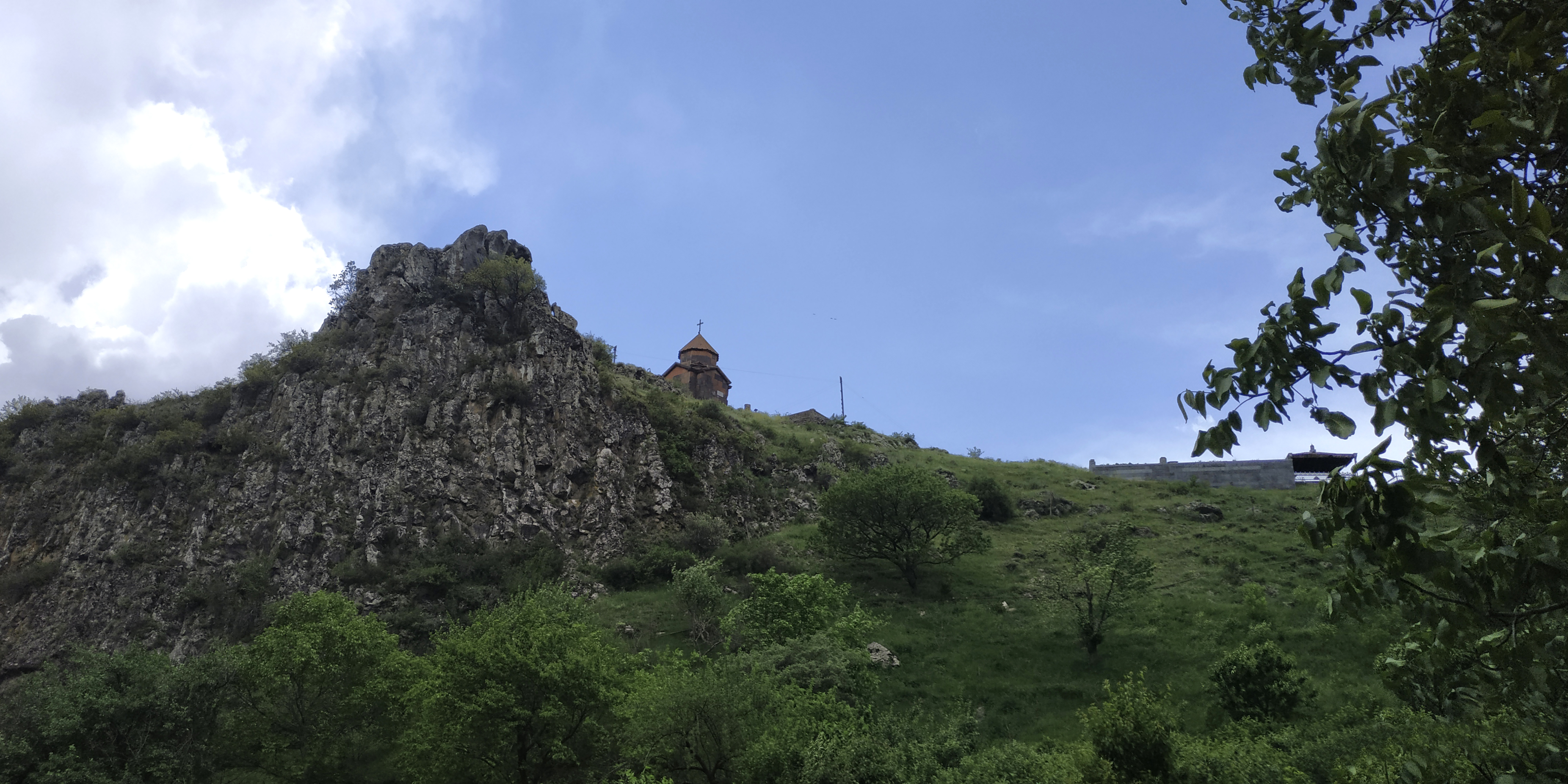